# 레자 아슬란
레자 아슬란(페르시아어: رضا اصلان, fa; 1972년 5월 3일 출생)은 이란계 미국인 사회학 학자이자, 저술가이자 텔레비전 진행자이다. 젊은 시절 시아파에서 복음주의로 개종했지만, 아슬란은 결국 이슬람교로 돌아왔지만 기독교에 대해 계속 글을 썼다. 그는 종교에 관한 4권의 책을 저술했다: 《신 외에 다른 신은 없다: 이슬람의 기원, 진화, 미래》, 《근본주의를 넘어서: 세계화 시대의 종교적 극단주의에 맞서다》, 《열혈 신자: 나사렛 예수의 삶과 시대》, 《신: 인간의 역사》, 그리고 2022년에는 《페르시아의 미국인 순교자: 하워드 바스커빌의 장대한 삶과 비극적인 죽음》을 출간했다.
아슬란은 텔레비전 분야에서 활동했는데, CNN의 세계 종교 탐구 다큐멘터리 시리즈인 《신자(Believer)》에 출연했고, HBO 드라마 시리즈 《레프트오버》의 총괄 프로듀서로 일했다. 아슬란은 미국 종교학회와 국제 꾸란 연구 협회 회원이다. 그는 캘리포니아 대학교 리버사이드의 창의적 글쓰기 교수이자 미국 이란인 협의회 (NIAC)의 이사회 회원이다.

## 배경
아슬란의 가족은 1979년 이란 혁명을 피해 테헤란에서 미국으로 왔다. 그는 샌프란시스코 베이 에어리어에서 자랐다. 아슬란은 이란계 미국인들이 겪는 차별 때문에 "1980년대에는 멕시코인인 척하며 지냈다"고 말한다. 그는 산호세의 델 마 고등학교에 다녔고, 1990년에 졸업했다. 1990년대 초반, 아슬란은 콩코드 (캘리포니아주)의 드 라 살 고등학교에서 강의했다.
아슬란은 샌타클래라 대학교에서 종교학 학사 학위를, 하버드 대학교 신학부에서 신학 석사(MTS) 학위를, 아이오와 대학교의 작가 워크숍에서 허구문 석사(M.F.A.) 학위를, 그리고 캘리포니아 대학교 샌타바버라에서 사회학 박사 학위를 취득했다. 2009년 그의 박사 학위 논문인 "초국가적 사회 운동으로서의 글로벌 지하디즘: 이론적 틀"은 현대 무슬림 정치 운동을 다루고 있다.
2000년 8월, 트루먼 카포티 펠로우로서 아이오와 작가 워크숍에서 근무하는 동안, 아슬란은 아이오와 대학교에서 이슬람 및 중동학 객원 교수였다.
아슬란은 2012년~2013년 드루 대학교 종교, 문화 및 갈등 연구소의 왈렌슈타인 저명 방문 교수였다.
2012년부터 2013년까지 외교협회의 겸임 선임 연구원이었으며, 로스앤젤레스 인문학 연구소 및 태평양 국제 정책 협의회의 회원이다. 그는 워싱턴 D.C.의 전국 입법 프렌즈 위원회에서 입법 보좌관을 지냈으며, 평화를 위한 종교인 세계 회의 하버드 지부의 회장으로 선출되었다. 아슬란은 또한 평화 및 안보 문제에 보조금을 지급하는 플라우셰어스 펀드, 작가 옹호 단체인 PEN 센터 USA의 이사회에 참여하고 있으며, 미국인과 아랍/무슬림 세계 간의 평화를 증진하는 프로그램인 더 마르카즈(구 레반틴 문화 센터)의 국가 자문 위원회에서 활동한다. 그는 또한 시카고 신학교의 이사회와 예일 인본주의자 공동체 자문 위원회에서도 활동한다.

### 종교적 견해
아슬란은 열두 이맘파 시아파 무슬림 가정에서 태어났다. 그는 15세에 복음주의로 개종했고, 하버드 입학 전 여름에 이슬람교로 다시 개종했다. 아슬란은 1999년에 하버드 학위를 마쳤다. 2005년, 가디언은 그를 "설득에 의한 시아파"라고 불렀다. 2013년 WNYC 진행자 브라이언 레러와의 인터뷰에서 아슬란은 "나는 분명히 무슬림이며, 수피파는 내가 가장 가깝게 따르는 이슬람 전통이다"라고 말했다. 2013년 워싱턴 포스트 기사에서 아슬란은 "이슬람이 옳고 기독교가 틀렸다고 생각하는 것이 아니다. 모든 종교는 개인이 신앙을 설명하는 데 도움이 되는 상징과 은유로 이루어진 언어에 불과하다는 것이다"라고 밝혔다. 2014년 더 영 튀르크의 젠크 위구르와의 인터뷰에서 아슬란은 이슬람을 다음과 같이 설명했다.
인간이 만든 제도이다. 그것은 표현할 수 없는 것, 즉 신앙을 표현하기 위한 언어를 제공하는 상징과 은유의 집합이다. 내가 선호하는 상징과 은유이지만, 다른 어떤 상징과 은유보다 더 옳거나 그르지 않다. 그것은 언어일 뿐이다. 

## 경력

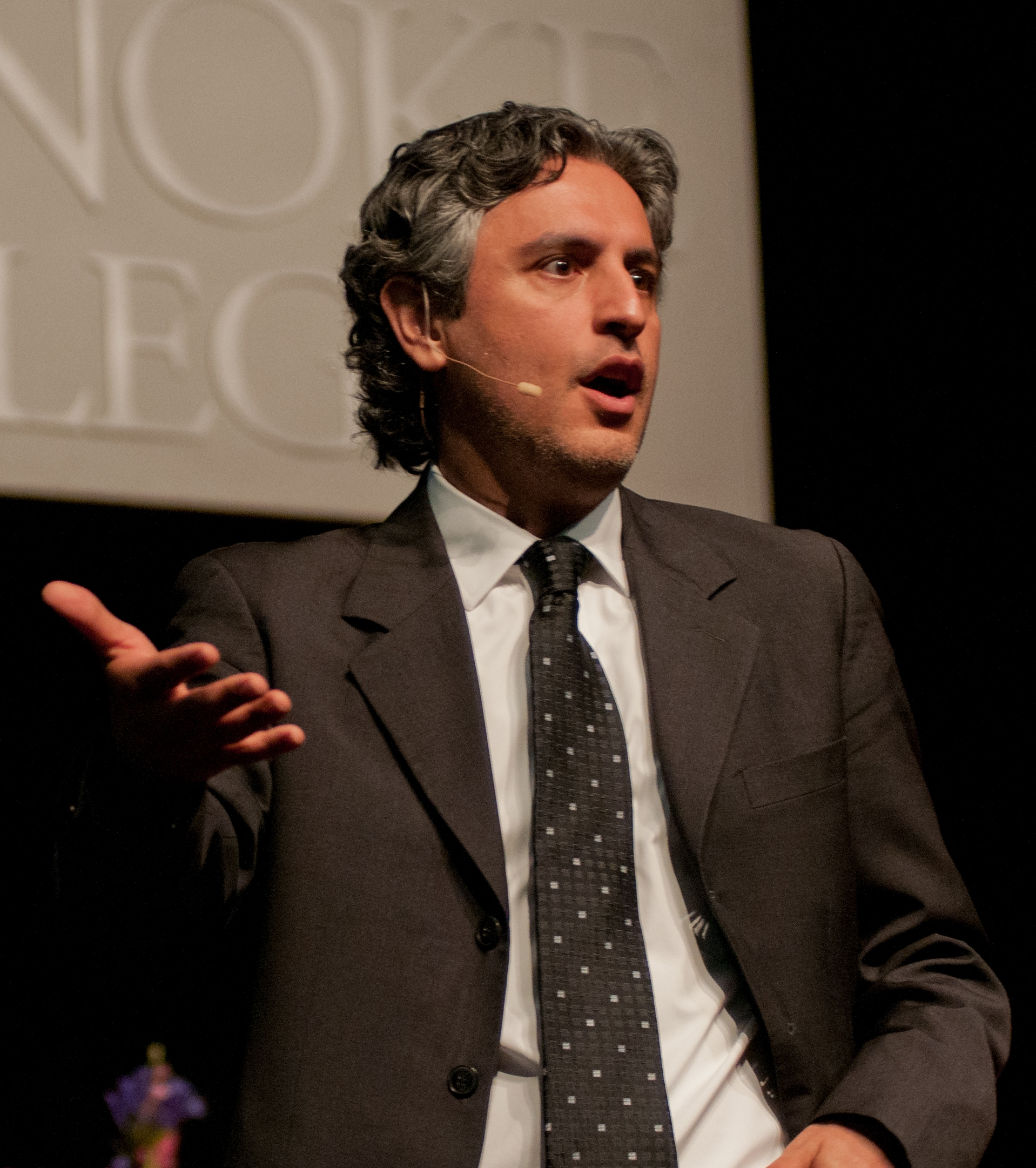
2012년 4월 18일 로노크 대학교에서 연설하는 아슬란

### 저술
아슬란은 4권의 책을 출판하고 2권의 선집을 편집했으며, 다양한 언론 매체에 자주 글을 기고한다.

#### 도서

##### 신 외에 다른 신은 없다: 이슬람의 기원, 진화, 미래
《신 외에 다른 신은 없다: 이슬람의 기원, 진화, 미래》는 2005년에 출판된 논픽션 책이다. 이 책은 이슬람의 역사를 설명하고 이슬람 종교의 자유주의적 해석을 주장한다. 이 책은 이슬람 내 현재 논란의 원인을 서구 제국주의와 과거 학자들의 이슬람법에 대한 자의적인 오해에 돌리며, "문명의 충돌" 가설에 도전한다.

##### 코스믹 전쟁에서 승리하는 법 (일명 근본주의를 넘어서)
2009년, 아슬란은 그의 두 번째 책인 《코스믹 전쟁에서 승리하는 법: 신, 세계화, 그리고 테러의 종말》을 출판했다. 다음 해에 이 책은 《근본주의를 넘어서: 세계화 시대의 종교적 극단주의에 맞서다》라는 제목으로 페이퍼백으로 재출간되었다. 이 책은 알카에다, 탈레반 및 이슬람 세계 전반에 걸친 유사한 사상을 가진 무장 세력을 움직이는 이데올로기에 대한 연구이자, 유대교, 기독교, 이슬람에서의 종교적 폭력에 대한 탐구이다. 아슬란은 미국이 테러와의 전쟁에 종교적으로 양극화된 수사를 주입함으로써 비슷한 전쟁을 벌이고 있으며, 이 전쟁은 이길 수 없다고 주장한다.
아슬란은 서구에 대한 알카에다의 지하드를 "우주 전쟁"이라고 부르며, 경쟁하는 종교 집단이 물질적 목표를 위해 지상 전투에 참여하는 성전과는 구별된다고 말한다. "우주 전쟁은 참가자들이 실제로 천상에서 벌어지고 있다고 믿는 전투를 지상에서 재현하는 의식 드라마와 같다." 아슬란은 미국의 "테러와의 전쟁" 수사가 알카에다의 지하드에 대한 정확한 "우주적 이원론"이라고 말한다. 아슬란은 이슬람주의와 지하디즘을 구별한다. 이슬람주의자들은 합법적인 목표를 가지고 있으며 협상할 수 있지만, 지하디즘은 범이슬람주의적이고 국경 없는 "종교적 공동체주의"라는 이상화된 과거를 꿈꾼다. 아슬란의 우주 전쟁 승리 처방은 싸우는 것이 아니라 온건한 이슬람 정치 세력을 민주적 과정에 참여시키는 것이다. "중동 전역에서 온건한 이슬람주의 정당들이 정치 과정에 참여하도록 허용될 때마다 극단주의 단체에 대한 대중적 지지는 감소했다."
더 뉴요커는 《근본주의를 넘어서》를 "미국의 테러와의 전쟁에 대한 사려 깊은 분석"이라고 평했다. 워싱턴 포스트는 "지하디즘에 맞서는 최선의 방법에 대해 매우 설득력 있는 주장을 제시한다"고 덧붙였다.

##### 열혈 신자: 나사렛 예수의 삶과 시대
아슬란의 책 《열혈 신자: 나사렛 예수의 삶과 시대》(2013)는 예수의 삶에 대한 역사적 설명으로, 예수의 종교적 관점뿐만 아니라 기독교의 탄생을 분석한다. 이 책에서 아슬란은 예수가 로마 유대에 대한 로마의 패권과 부패하고 억압적인 귀족 제사장직을 끝내기 위한 정권 교체를 요구하는, 정치적이고 반항적인, 그리고 종말론적인 유대인이었다고 주장한다.

##### 신: 인간의 역사
2017년 랜덤하우스에서 출간된 이 책에서 아슬란은 종교의 역사와 왜, 어떻게 인간이 초자연적인 존재, 그리고 궁극적으로 신에 대해 생각하게 되었는지에 대한 이론을 알기 쉬운 학술적 스타일로 설명한다.

##### 페르시아의 미국인 순교자: 하워드 바스커빌의 장대한 삶과 비극적인 죽음
2022년 10월 11일, W. W. 노턴 & 컴퍼니는 아슬란의 하워드 바스커빌에 대한 책을 출판했다. 커커스 리뷰는 이 책을 "페르시아/이란 역사의 중요한 순간에 생명을 불어넣는 흥미로운 독서"라고 평했다.

#### 기타 저술
아슬란은 더 데일리 비스트에 기고 편집자로 글을 썼다. 그는 또한 로스앤젤레스 타임스, 뉴욕 타임스와 워싱턴 포스트, 슬레이트, 보스턴 글로브, 가디언, 더 네이션, 그리고 크리스천 사이언스 모니터를 포함한 다양한 신문과 정기 간행물에 글을 썼다.

### 편집자로서의 작업
그가 편집하고 출판한 선집인 《태블릿과 펜: 현대 중동의 문학적 풍경》은 2011년에 나왔다. Words Without Borders와의 협력으로 아슬란은 세 명의 지역 편집자와 77명의 번역가 팀과 함께 작업하여 아랍어, 페르시아어, 우르두어, 튀르키예어로 원래 쓰여진 거의 200편의 작품을 모았는데, 이 중 다수는 영어로 처음 소개되었다.
아브라함의 비전 창립자 아론 J. 한 태퍼와 공동 편집한 《미국의 무슬림과 유대인: 공통점, 논쟁, 복잡성》(2011)은 미국 내 현대 유대-무슬림 관계와 이 두 공동체가 그 맥락에서 서로 상호 작용하는 독특한 방식을 탐구하는 에세이 모음집이다.

### 사업 벤처

#### 아슬란 미디어
아슬란은 중동 및 전 세계 디아스포라 공동체에 대한 대안적 보도를 제공하는 미디어 플랫폼인 아슬란 미디어를 설립했다.

#### 붐젠 스튜디오
2006년, 아슬란은 이란계 미국인 영화 촬영 감독이자 프로듀서인 마히아드 투시와 협력하여 중동의 이야기를 미국 관객에게 전달하는 데 중점을 둔 스튜디오 및 제작사 붐젠 스튜디오를 설립했다. 이들이 자문한 프로젝트로는 내셔널 지오그래픽의 '아므리카'; 디즈니의 《페르시아의 왕자: 시간의 모래》와 브로드웨이 각색작 《알라딘》; 와인스타인 컴퍼니의 '미랄'; 렐러티비티 미디어의 '데저트 댄서'; 포크 필름스의 '봄의 시련'; 존 스튜어트 감독 데뷔작 '로즈워터'; 그리고 2014년 오스카 후보 다큐멘터리 '더 스퀘어' 등이 있다.

##### 왕과 예언자
2015년 1월, 붐젠은 ABC가 히브리 성경의 중심 이야기인 목동에서 왕이 된 다윗 왕의 이야기를 극적으로 재해석한 성경 서사극 《왕과 예언자》를 제작한다고 발표했다. 이 시리즈는 사울과 다윗, 그리고 그들의 가족과 정치적 라이벌을 포함한 이스라엘의 왕들의 이야기를 다루었다. 《왕과 예언자》는 이스라엘 왕국을 배경으로 하지만 남아프리카 케이프타운에서 촬영되었다. 아슬란, 투시, 그리고 제이슨 리드가 이 쇼의 총괄 프로듀서로 참여했다.

#### TV 프로젝트

##### 레프트오버
2015년, 아슬란은 인기 HBO 시리즈 《레프트오버》에 컨설팅 프로듀서로 참여하여 시즌 2와 3에 모두 기여했다. 쇼의 기반을 구축하는 데 도움을 준 것 외에도 아슬란은 주인공 케빈 가비의 시즌 2 캐릭터 아크를 형성하는 데 핵심적인 역할을 했다.

##### 러프 드래프트
2016년 3월, 케이블 네트워크 오베이션은 아슬란이 영화, TV, 저널리즘 분야의 비평가들의 찬사를 받는 작가들과 대화하는 빠르고 시의적절한 토크쇼인 《레자 아슬란의 러프 드래프트》를 방영했다.

##### 빌리버
2015년, 아슬란은 '영적 여행 시리즈'인 《빌리버》 제작에 착수했는데, 이는 아슬란이 전 세계 다양한 종교 전통에 몰입하고 경험하는 다큐멘터리 시리즈로, 주류 종교에서 이단적이고 불명예스러운 것으로 간주되는 종파에 초점을 맞춘다. 아슬란이 앤서니 부르댕: 알려지지 않은 곳과 비교한 이 프로그램은 CNN의 오리지널 프로그램 라인업의 일부였으며 2017년 3월에 첫 방송되었다.
첫 에피소드는 힌두교의 아고리 종파에 초점을 맞췄다. 아슬란은 아고리 사두들을 만나면서 인간의 뇌 일부를 먹었을 때 선정주의와 반힌두주의라는 비난을 받았다. 미국 인도 정치 행동 위원회는 성명에서 "미국 전역에서 인도계 사람들을 대상으로 한 증오 범죄가 여러 건 보고되는 가운데, 이 쇼는 힌두교를 식인종으로 묘사하고 있으며, 이는 세계에서 세 번째로 큰 종교를 바라보는 기이한 방식이다"라고 말했다. 샌프란시스코 대학교 미디어학 교수인 밤시 줄루리는 이 에피소드를 "무모하고, 인종차별적이며, 반이민적"이라고 묘사했고, 힌두 미국 재단의 아심 슈클라는 아슬란이 "정보가 부족"하고, 힌두교에 대한 "흔한 고정관념적 오해"를 퍼뜨리며, "시청률을 잡기 위한" "종교 포르노"에 탐닉하고, "힌두교와 카스트 제도의 가장 진부하고 허위적인 혼합"을 저질렀다고 비난했다.
미국 하원의원 털시 개버드는 이 쇼를 "동물원 견학"에 비유했다. 이 쇼는 또한 바라나시를 "죽은 자의 도시"라고 부르고, 재를 "투기"한다고 표현하며, 아고리들을 카스트 제도에 대한 투쟁에서 예외적인 존재로 제시하고, 바르나와 자티의 구분을 오해했으며, 힌두교에서의 신의 개념을 오해했다는 비난도 받았다. 미국 명예 훼손 반대 힌두교도(AHAD)와 힌두 미국 재단(HAF) 조직도 아슬란의 쇼가 왜 자신의 종교인 이슬람을 다루지 않는지 의문을 제기했다. 아슬란은 파키스탄에서 아슈라 축제를 다룰 계획이었으나 보험 비용 때문에 계획을 포기했다고 말했다. 그는 《빌리버》가 시즌 2를 제작한다면 이슬람을 다룰 것이라고 약속했다. 2017년 6월 9일, CNN은 2017년 6월 9일 직전 사용한 비속어로 인해 트럼프 반대 트윗이 비판을 받자 아슬란의 《빌리버》 시리즈 "제작을 중단하기로 결정했다"고 발표했다.
아슬란은 페이스북 게시물을 통해 해당 에피소드를 옹호했다.

##### 가족 속의 알라
아슬란(앤드루 라이히와 함께)은 오클라호마에서 자란 이란 이민자로서의 경험을 바탕으로 "가족 속의 알라"라는 제목의 시트콤 파일럿을 썼다. ABC는 이 파일럿을 구매했지만 아직 제작에 들어가지 않았다.

#### 트럼프 대통령에 대한 발언
2017년 6월 런던 테러 이후, 아슬란은 트위터에서 트럼프 대통령을 테러에 대한 그의 대응 때문에 "쓰레기"이자 "성장기 아기"라고 불렀다. 2017년 6월 9일, 그의 발언에 대한 대응으로 CNN은 아슬란과의 관계를 끊고 《빌리버》 시리즈의 시즌 2를 진행하지 않겠다고 발표했다. 아슬란은 취소에 대해 "나는 언론인이 아니다. 나는 사회 평론가이자 학자이다. 그래서 나는 우리가 각자의 길을 가는 것이 최선이라는 CNN의 의견에 동의한다"고 말했다.

### 다른 미디어 출연
아슬란은 NPR, 폭스 뉴스 채널의 스피릿티드 디베이트, PBS, 레이철 매도 쇼, 미트 더 프레스, 존 스튜어트의 데일리 쇼, 콜베어 르포, 앤더슨 쿠퍼 360°, 하드볼, 나이트라인, 빌 마의 리얼 타임, 파리드 자카리아 GPS, 그리고 ABC 오스트레일리아의 빅 아이디어를 포함하여 수많은 TV 및 라디오 프로그램에 출연했다.

#### 2013년 폭스 뉴스 인터뷰
2013년 7월 26일, 아슬란은 폭스 뉴스 웹캐스트인 스피릿티드 디베이트에서 수석 종교 특파원 로렌 그린과 자신의 책 《열혈 신자: 나사렛 예수의 삶과 시대》에 대해 인터뷰했다. 그린은 "아슬란의 자격에 만족하지 못했고" 무슬림이 왜 예수에 대해 쓰는지 질문하며 아슬란을 압박했다. 아슬란은 "학자로서의 제 직업이기 때문입니다. 저는 신약성경을 포함한 종교학 교수입니다. 그것이 제 생업입니다"라고 답했다. 인터뷰는 약 10분간 진행되었으며, "책의 실제 내용보다는 아슬란의 배경"에 초점을 맞췄다. 인터뷰 영상은 며칠 만에 바이럴이 되었고, 그때까지 "꾸준히" 팔리던 책은 뉴욕 타임스 인쇄 하드커버 베스트셀러 목록에서 4위를 차지했다. 2013년 7월 말에는 아마존의 미국 베스트셀러 목록에서 1위를 차지했다.
아슬란의 폭스 뉴스 인터뷰 이후, 컬럼비아 대학교의 바너드 칼리지 종교학 교수 엘리자베스 카스텔리는 학계에서 분노가 일고 있다고 보고하며 다음과 같이 썼다: "종교학 분야, 특히 성서 학자들과 초기 기독교 역사가들은 이 모든 상황을 매우 끔찍하게 여겼다. 폭스 뉴스 인터뷰는 그저 당황스러운 정도를 넘어 완전히 모욕적이었다. 폭스의 반이슬람 편향은 잘 알려져 있으며, 특정 맥락이 어떻든 간에 충분히 나쁘다. 종교 학자들에게 로렌 그린이 종교의 학문적 연구와 개인적인 종교적 정체성을 혼동하는 것은 익숙한 오해이다."
엘리자베스 카스텔리가 아슬란을 종교 학자로 질문한 폭스 뉴스를 무시했음에도 불구하고, 그녀는 아슬란이 "종교사" 학자임을 주장할 수 있다는 것을 인정하면서도, 그가 역사가라는 주장은 일축했다. 그녀는 다음과 같이 썼다: "종교사는 ... 특정한 학문적 접근 방식이다... 미국에서는 종종 시카고 대학교와 캘리포니아 대학교 샌타바버라와 연관되어 있는데, 아슬란은 그곳에서 사회학 박사 학위를 받았다. 그가 UCSB 종교학 학과에서 코스워크를 이수했다는 점에서 그는 분명히 주장을 펼칠 수 있다... 하지만 그의 주장은 그 이상으로 거창하며, 자신이 역사가로서 권위 있게 말한다고 반복적으로 공개적으로 언급한 것에 기반한다. 따라서 그는 합리적으로 비판을 받을 수 있다." 디 애틀랜틱은 카스텔리 교수의 아슬란의 종교적 자격 인정에 동의했다.
워싱턴 포스트의 언론인 마누엘 로이그-프란치아는 카스텔리 교수의 아슬란의 역사가 자격에 대한 비판에 동의하며, 아슬란의 대학이 역사학 또는 종교 사회학 학위를 제공하지 않는다는 점과 아슬란이 "가지고 있지 않은 학문적 영광을 자랑한다"는 점을 지적했다. 그러나 그는 아슬란의 박사 학위 지도교수 마크 유르겐스마이어의 말을 인용했는데, 유르겐스마이어는 자신의 학과가 "실제로 종교 사회학 학위가 없다"는 점을 인정하면서도 아슬란의 박사 학위 특징화에 대해 "문제가 없다"고 말했다. 유르겐스마이어는 "아슬란이 대부분의 코스워크를 종교 분야에서 이수했으며", 아슬란을 종교학 학과에서 사회학 학과로 옮기게 된 것은 "시간이 많이 걸리는 필수 언어 과정을 피하기 위해" 이루어졌다고 언급했다. 필라델피아 인콰이어러 또한 UCSB가 "학제 간 프로그램으로 유명하다 – 학생들은 학과가 아닌 주제를 중심으로 학업을 조정한다. 그들은 학위를 위해 학과를 선택할 뿐이다"라고 언급했다.

### 학계
그는 캘리포니아 대학교 리버사이드의 창의적 글쓰기 교수이며 미국 이란인 협의회 (NIAC)의 이사회 회원이다.

### 전문 회원 자격
아슬란은 미국 이란인 협의회의 자문 위원회 상임 위원이다. 2015년 그는 이 단체의 회원으로서 73명의 다른 "저명한 국제 관계 및 중동 학자"들과 함께 이란 핵 프로그램에 관한 국제 협정인 포괄적 공동행동계획에 대한 지지 성명에 서명했다.

## 정치 분석

### 테러와의 전쟁 분석

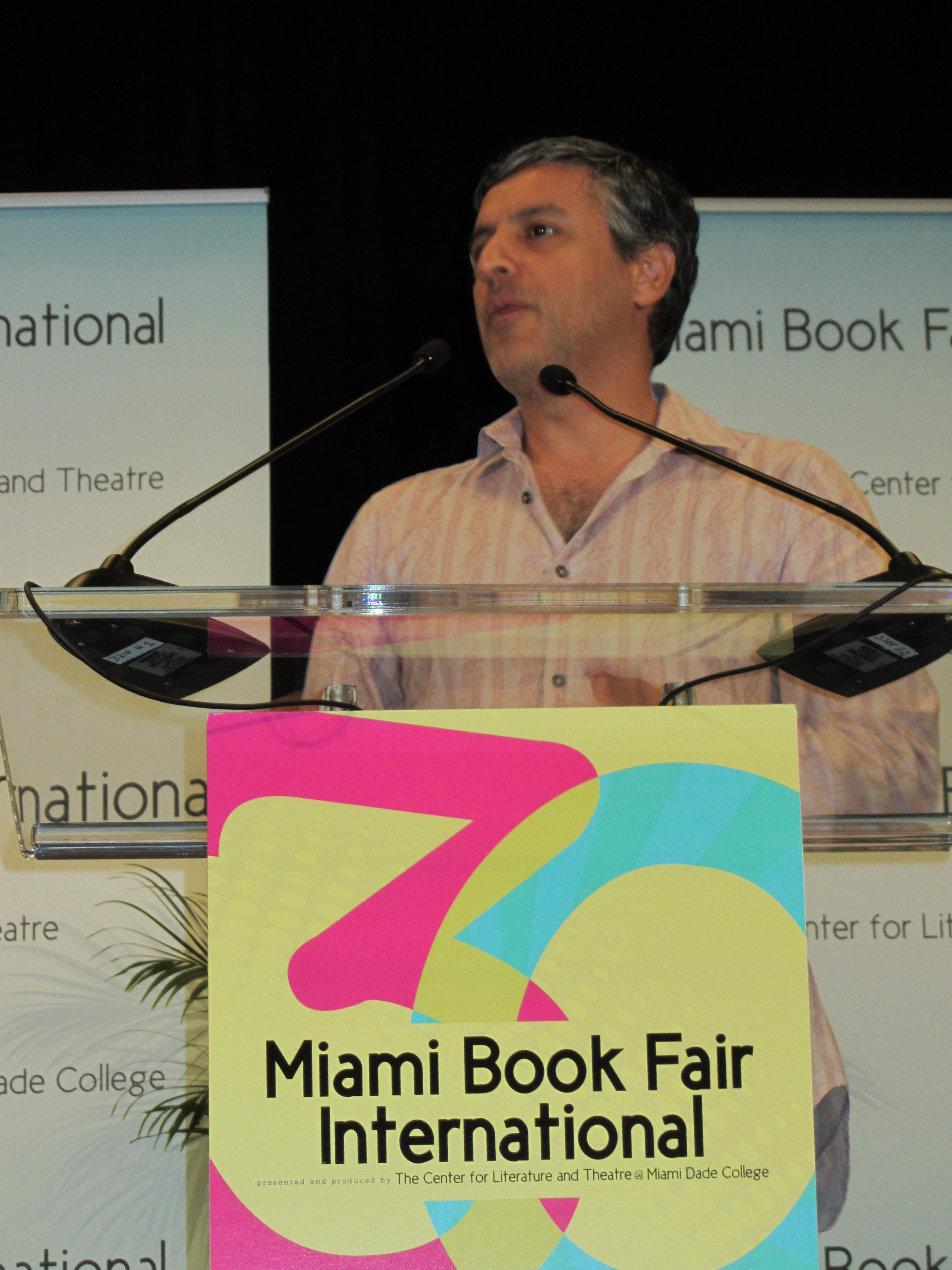
2013년 마이애미 도서 박람회 국제에서 레자 아슬란

아슬란은 서구에 대한 알카에다의 지하드를 "우주 전쟁"이라고 부르며, 이는 경쟁하는 종교 집단이 물질적 목표를 위해 지상 전투에 참여하는 성전과는 구별된다고 말한다. "우주 전쟁은 참가자들이 실제로 천상에서 벌어지고 있다고 믿는 전투를 지상에서 재현하는 의식 드라마와 같다." 아슬란은 미국의 "테러와의 전쟁" 수사가 바로 이러한 "우주적 이원론" 구조 내에서 알카에다의 지하드에 대항한다고 말한다. 아슬란은 이슬람주의와 지하디즘을 구별한다. 이슬람주의자들은 합법적인 목표를 가지고 있으며 협상할 수 있지만, 지하디즘은 범이슬람주의적이고 국경 없는 "종교적 공동체주의"라는 이상화된 과거를 꿈꾼다. 아슬란의 우주 전쟁 승리 처방은 싸우는 것이 아니라 온건한 이슬람 정치 세력을 민주적 과정에 참여시키는 것이다. "중동 전역에서 온건한 이슬람주의 정당들이 정치 과정에 참여하도록 허용될 때마다 극단주의 단체에 대한 대중적 지지는 감소했다."

### 종교의 자유 보호
아슬란은 중동 전역에서 종교의 자유와 종교적 소수자 보호를 주장했다. 그는 이란이 바하이 공동체에 대한 "끔찍한 인권 침해"를 보호하고 중단할 것을 촉구했다. 아슬란은 또한 중동 기독교 공동체의 박해와 이주가 "그리스도인과 무슬림 모두에게 역사적 재앙이 될 지역적 종교 정화에 불과하다"고 말했다.

### 신무신론 비판
2014년 인터뷰에서 아슬란은 종교 연구에 대한 정식 교육을 받지 않아 인간 행동을 어떻게 형성하는지 효과적으로 논평할 수 없다고 생각하는 샘 해리스나 빌 마와 같은 무신론자들의 "안락의자 무신론"을 비판했다. 아슬란은 또한 리처드 도킨스를 "매일 자신을 당황하게 만드는 광대"라고 불렀다. 그는 신무신론자들을 "종교 전문가였던" 초기 사상가들의 "철학적 무신론"과 대조하며, 그들이 "지식, 교육의 정교함, 연구에서 비롯된 비판을 제시할 수 있었다"고 말했다.
2014년 9월 29일, 허프포스트의 안토니아 블룸버그는 아슬란이 CNN에서 "여성 성기 절제를 '이슬람 문제'로 특징짓는 것에 대해 빌 마 코미디언을 비판했으며, 그 종교에 대한 여러 다른 일반화를 한 것에 대해서도 비판했다"고 밝혔다. 아슬란은 "파키스탄과 튀르키예가 동일한 것처럼 '무슬림 국가'라고 말하는 것은 ... 솔직히, 심각하게 말해서 어리석은 짓이다!"라고 말했다고 보도되었다. 그의 비판은 마에르뿐만 아니라 주류 미디어에서 무슬림이 어떻게 묘사되는지에 대한 것이었다. 살롱의 프라치 굽타는 아슬란이 미국이 사우디아라비아와 협력하면서 동시에 ISIS를 비난하고 있다고 믿는다고 썼다.
2014년 10월 8일, 뉴욕 타임스는 아슬란의 "빌 마만이 종교를 오해하는 것은 아니다"라는 기사를 게재했다. 이 기사에서 아슬란은 다음과 같이 썼다. "빌 마가 기본적인 인권을 침해하는 종교적 관행을 비난하는 것은 옳다. 종교 공동체는 신앙에 대한 극단주의적 해석에 맞서 더 많은 노력을 기울여야 한다. 그러나 종교가 문화에 뿌리 박혀 있음을 인식하지 못하고 세계에서 두 번째로 큰 종교에 대해 포괄적인 판단을 내리는 것은 단순히 편협함일 뿐이다."
뉴 리퍼블릭의 에릭 사슨은 CNN 인터뷰에서 아슬란이 인도네시아와 터키에서 남녀가 동등하게 대우받는다고 주장한 것에 대해 두 나라 모두 여성 지도자를 선출했기 때문이라는 점을 지적하며 이의를 제기했는데, 휴먼 라이츠 워치가 두 나라 모두에서 여성 인권이 "상당히 후퇴"했다고 보고했음을 지적했다. 사슨은 또한 여성 성기 절제가 중앙아프리카에서만 문제가 된다는 아슬란의 주장에 대해서도 이의를 제기하며, 이 문제가 주로 무슬림 국가인 말레이시아에서도 문제라고 말했다. 텔레비전 및 라디오 진행자 데이비드 패크먼 또한 인터뷰에서 아슬란의 일부 주장에 의문을 제기했다. 샘 해리스는 아슬란이 무슬림 세계의 폭력에 대해 이슬람 전체가 아닌 개인을 비난한다고 비판하며, 그의 접근 방식을 "포스트모더니즘적 허튼소리"라고 불렀다.

## 개인 생활
아슬란과 그의 전 약혼녀인 언론인 어맨다 포티니는 2008년에 약혼을 끝냈다. 그는 2011년에 기독교인 기업가이자 작가인 제시카 재클리와 결혼하여 종교간 가족을 이루었다. 그들은 세 명의 아들이 있다. 그의 이모는 이란계 미국인 팝 가수 레일라 포루하르이다. 아슬란은 프로 미식축구 팀인 라스베이거스 레이더스의 팬이다.

## 수상 및 영예
- 2014 교차점상 수상, 교차점 국제[96]
- 2013 미디어 교량상, 태넌바움 종교간 이해 센터[97]
- 2013 피터 J. 고메스 기념 영예, 하버드 대학교 신학부[98]
- 2012 동서 미디어상, 레반틴 센터[99][100]

## 출판물
- "이슬람 영혼을 위한 투쟁", 윌 마셜 (편집), 《우리의 모든 힘으로: 지하디즘을 물리치고 자유를 수호하기 위한 진보적 전략》, 로우먼 & 리틀필드 출판사, 2006.
- "근본주의를 넘어서: 세계화 시대의 종교적 극단주의에 맞서다", 펭귄 랜덤하우스, 2010.
- "여기서 물라크라시까지", 릴라 아잠 잔가네흐 (편집), 《내 여동생, 너의 베일을 지켜라; 내 형제, 너의 눈을 지켜라: 검열되지 않은 이란의 목소리》, 비컨 프레스, 2006.
- "전쟁을 지다", 길버트 H. 뮐러 (편집), 《뉴 월드 리더》, CUNY 프레스, 2010.
- 《우주 전쟁에서 승리하는 법》, 페이퍼백으로 《근본주의를 넘어서: 세계화 시대의 종교적 극단주의에 맞서다》로 출판, 랜덤하우스, 2010.
- 《태블릿 & 펜: 현대 중동의 문학적 풍경》 (편집), W. W. 노턴, 2011.
- 《미국의 무슬림과 유대인: 공통점, 논쟁, 복잡성》 (공동 편집), 팰그레이브 맥밀런, 2011.
- 《열혈 신자: 나사렛 예수의 삶과 시대》, 랜덤하우스, 2013.
- 《신 외에 다른 신은 없다: 이슬람의 기원, 진화, 미래》, 델라코르트 청소년 도서, 2012.
- 《신: 인간의 역사》, 랜덤하우스, 2017.
- 《이스라엘과 팔레스타인에 관한 아이들 책》, A Kids Co., 2024.